# Pirate Party Australia
Die Pirate Party Australia (PPAU) ist eine Partei in Australien, die 2008 nach dem Vorbild der schwedischen Piratpartiet und anderer Piratenparteien gegründet wurde. Sie setzt ihre politischen Schwerpunkte in den Bereichen Urheberrechtsreform, Freiheit des Internets und Kampf gegen Internetzensur sowie die Reform des Patentrechts.
Die Partei hat derzeit etwa 1.300 Mitglieder. Im Januar 2013 wurde die Partei offiziell auf Bundesebene registriert. Sie tritt bei den Parlamentswahlen 2013 mit acht Kandidaten in vier Provinzen an.
Die Partei war Gründungsmitglied von Pirate Parties International, schied jedoch im Februar 2015 aus der Organisation aus.

## Wahlen
Die PPAU stellte erstmals bei den Wahlen zum Parlament des Australischen Hauptstadtterritoriums 2012 Kandidaten auf. In allen drei Mehrpersonenwahlkreisen kandidierte ein Pirat. Gewählt wurde mit einem System der Übertragbaren Einzelstimmgebung. Auf die Kandidaten der PPAU entfielen zwischen 0,42 % und 0,49 % der Erstpräferenzen.

## Plattform und Politik
Die Plattform der Piratenpartei wurde gemeinsam und demokratisch entwickelt und auf einem Wiki auf der Website der Partei gehostet. Alle Richtlinien waren erforderlich, um die Prinzipien und Ziele gemäß der Verfassung der Partei zu erfüllen und durch eine Zweidrittelmehrheit aller Mitglieder der Piratenpartei bei einer relevanten Sitzung unterstützt zu werden. Wird auch erst nach Abschluss eines siebentägigen Online-Abstimmungszeitraums angenommen, an dem alle Vollmitglieder teilnehmen können.
Bei der Gründung im Jahr 2009 begann die Plattform der Piratenpartei, die sich auf eine Reihe von Kernrichtlinien beschränkte: zivile und digitale Freiheiten (Widerspruch gegen Internetzensur), Regierungstransparenz, persönliche Privatsphäre und Urheberrechts- und Patentreform. Bis 2013 haben sich die Plattform und die Politik der Piratenpartei erheblich zu einem umfassenden Politiksatz ausgeweitet, der im Detail und in der Breite mit den großen Parteien und größeren kleineren Parteien konkurriert.
Die meisten Richtlinien werden auf einem Nationalkongress angenommen und diskutiert, der jährlich im Juli zusammentritt. Das Treffen wird physisch veranstaltet, aber auch gleichzeitig live über einen Webstream mit Interaktionstools übertragen, was die Teilnahme aller Mitglieder und der Öffentlichkeit unabhängig von der physischen Nähe zum Treffen ermöglicht. Eine andere Art von Konferenz, die als Policy Meeting bezeichnet wird, kann auch speziell für die Annahme und Debatte von Richtlinien- und Plattformänderungen veranstaltet werden, die einmal im April 2013 stattfand.
Im Juli 2012 sah die Plattform eine sehr kleine Überarbeitung, die den Schutz der Zitatrechte, die uneingeschränkte Formatverschiebung, die Politik, die speziell auf die Unterstützung des 3D-Drucks, die obligatorische Offenlegung von Datenschutzverletzungen, den Schutz für Whistleblower, politische Spenden und die Erstellung von Transparenzverträgen ausgerichtet war.
Seit 2013 hat sich die Partei auf den Weg gemacht, ihre Plattform und Politik schnell zu erweitern und sich auf traditionellere Bereiche des politischen Diskurses wie Bildung, Umwelt, Energie, Wohlfahrt, Steuern und Asylbewerberpolitik auszuweiten.
Im April 2013 wurde ein politisches Treffen abgehalten, um über wesentliche Änderungen der Plattform und des Richtliniensatzes zu beraten. Zum ersten Mal in der Geschichte der Piratenpartei beschloss das Treffen, Plattformänderungen außerhalb der traditionellen politischen Bereiche der Piraten einzuführen und detaillierte politische Texte einzuführen, um die Plattform zu ergänzen, darunter: saubere Energie, ein Moratorium für die Gewinnung von coal seam gas, Steuerreform, Sozialreform, Drogenreform, Ehereform, die Einführung einer Bill of Rights und die Verbesserung des Wahlprozesses.
Auf dem Nationalkongress im Juli 2013 wurden weitere Strategien eingeführt, darunter: bürgerliche Freiheiten, kulturelle Teilhabe, Bildung, demokratische Institutionenreform, Tierschutz, Asylbewerber und Flüchtlinge sowie Außenpolitik und Vertragsgestaltung. Die Wohlfahrtspolitik wurde aktualisiert, um die Unterstützung für das NDIS und andere kleinere Änderungen einzubeziehen.
2014 gab es weniger Änderungen als die Überarbeitungen der Vorjahre, die politische Änderungen in Bezug auf Verfassungsreform, Urheberrecht, Bildung, Energie, Umwelt und Klimawandel, Datenschutzrecht sowie Steuern und Wohlfahrt einführten.
Im Februar 2015 trat Pirate Party Australia von Pirate Parties International aufgrund ernsthafter Meinungsverschiedenheiten mit der Leitung und dem Management der Organisation zurück. Im selben Monat trat Pirate Party UK auch zurück
Im Jahr 2016 kündigte die Partei ihre Unterstützung für ein universelles Grundeinkommen an.
Die Piratenpartei konzentriert sich stark auf die Entwicklung der Evidenzbasierten Politik und listet ab Juli 2015 knapp 200 Referenzen auf ihrer Plattform auf.

## Organisation
Der 2012 gewählte Vorstand besteht aus sieben Personen:
- David Campbell – Präsident
- Simon Frew – Stellvertretender Präsident
- Brendan Molloy – Generalsekretär
- Mozart Olbrycht-Palmer – Stellvertretender Generalsekretär
- Rodney Serkowski – Schatzmeister
- Sam Kearns – Stellvertretender Schatzmeister
- Glen Takkenberg – „Partei-Agent“

Erster Präsident der Partei war David Crafti. Er wurde im Juli 2010 von Rodney Serkowski abgelöst. 2012 wurde David Campbell zum Präsidenten gewählt.
Eine regionale Organisation (state branch) besteht derzeit nur im Australian Capital Territory. Diese hat etwa 100 Mitglieder.